# Peso visual
El peso visual de una imagen se define como "la fuerza visual que aparece debida al contraste de luz que se establece entre los diferentes elementos visuales que la componen".
El peso visual es una de las fuerzas visuales que más predomina en el equilibrio de la imagen visual. Según Rudolph Arnheim, el peso visual, junto con la direccionalidad son las dos propiedades que ejercen más influencia sobre el equilibrio de una imagen. 

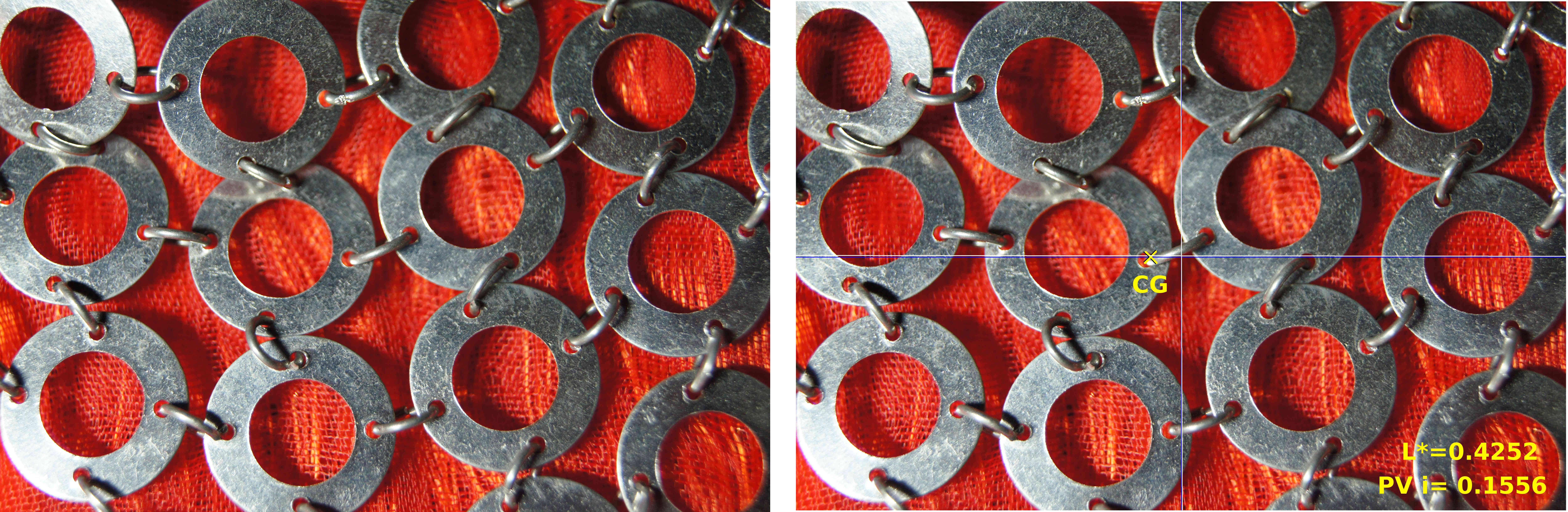
Luminosidad, peso visual y centro de gravedad de una imagen.

El peso visual y el equilibrio de cualquier figura en relación a la imagen en la que aparece, pueden ser calculados determinando la luminosidad de la figura, la luminosidad de su fondo y sus interacciones de distribución formal y de tamaño dentro de la composición de la imagen.
Decimos que una imagen está totalmente equilibrada, cuando la resultante del peso visual se posiciona en el centro geométrico de la imagen. Cuando se sitúa en alguno de los límites externos de desequilibrio que rodean la imagen, entonces decimos que está totalmente desequilibrada. De tal forma que el centro geométrico de la imagen establece el polo de máximo equilibrio de dicha imagen, mientras que los límites externos establecen el polo o distancia de máximo desequilibrio.

## Evolución histórica
Muchos autores y artistas a lo largo de la historia establecieron qué colores eran más pesados y cuales eran más leves; sin embargo, no llegaron a acuerdos o conclusiones satisfactorios entre ellos.  No fue hasta el siglo pasado  cuando se empezó a estudiar la interacción de los colores y con ella las leyes que rigen esta acción visual.
Los primeros análisis los encontramos en autores de la Escuela de la Bauhaus. En concreto, Josef Albers trató la interacción del color, y estableció las relaciones entre tamaño y color que estructuran el establecimiento del peso visual. Por otro lado, Johannes Itten analizó detenidamente la interacción debida al contraste de color, definiendo el contraste cuantitativo y estableciendo de esta forma lo que hoy se denomina equilibrio mediante el peso visual.
En torno a la búsqueda del centro de gravedad o equilibrio en una composición también ha estado presente en el desarrollo creativo y artístico de las diferentes composiciones visuales a lo largo de nuestra historia. En general, este equilibrio se ha determinado mediante el tanteo y la observación visual de la distribución de las masas de la composición según el criterio del artista o del diseñador. R. Arnheim apoyado por los escritos de Denman W. Ross, mostró en su obra Arte y percepción visual la forma en la que aparecen fuerzas y tensiones dirigidas en composiciones visuales, dentro de las cuales el peso visual es primordial en la composición, tal y como hemos comentado. No obstante, Arnheim hace referencia a que no existe método exacto para calcular el centro de equilibrio de esta acción, y se limita a referenciar que el centro de equilibrio se puede determinar aproximadamente con el uso de un marco al desplazarlo por tanteo visual, alrededor de la imagen visual.
En la actualidad, el arquitecto Raul Parada Castellano siguiendo el trabajo comenzado por el profesor Joaquín Casado en la Universidad de Granada ha desarrollado un método para el cálculo exacto del peso visual sobre cualquier imagen visual plana.

## Peso integral y peso parcial
En la imagen visual humana lo normal es que exista reconocimiento, es decir que esta sea significativa, apareciendo en ella al menos una figura u objeto conocido. Cuando realizamos una selección visual de una figura perteneciente a una imagen, el peso de esta figura respecto de su fondo (formado por el resto de la imagen) se denomina peso parcial. 

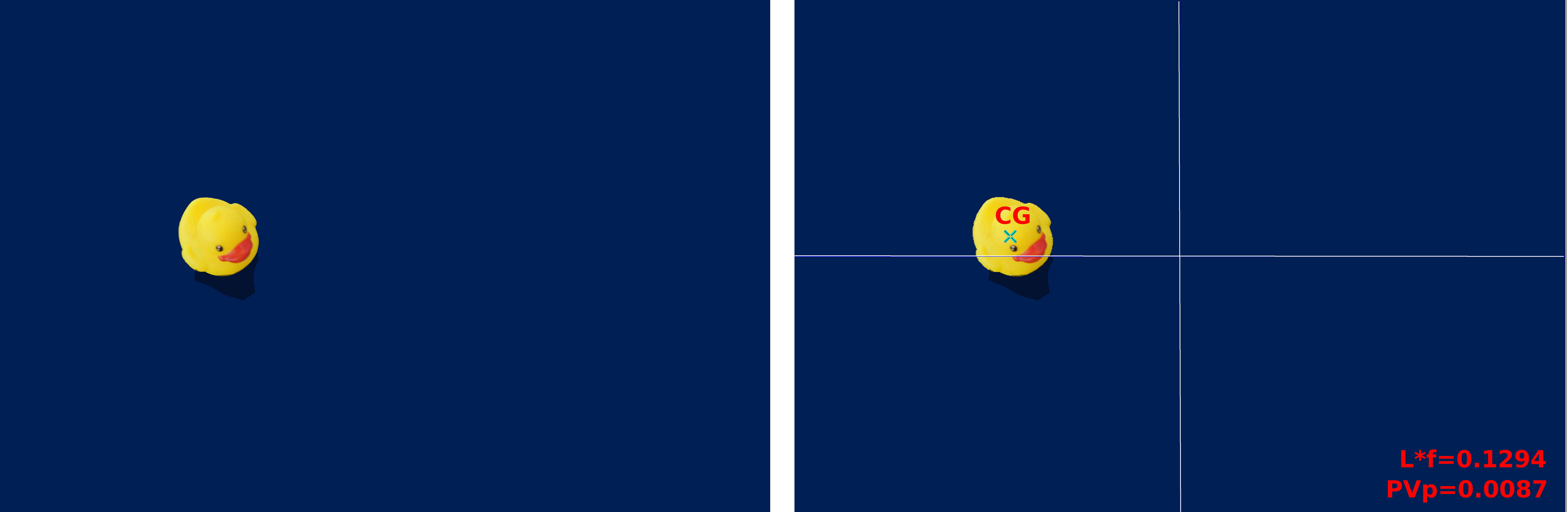
Peso parcial de una figura en relación a la imagen en la que se inserta.

En el caso de imágenes donde aparecen varias figuras, el peso visual puede ser variable y depende de nuestra atención sobre estas, es decir, el peso será diferente en función de la figura que seleccionemos y atendamos dentro de la imagen. Por lo tanto, cada vez que cambiemos nuestra selección visual de la figura en una imagen, cambiará su fondo y por lo tanto también cambiará su peso visual. 
No obstante, sin reconocimiento, también puede existir segregación por ejemplo cuando adoptamos como figura cualquier delimitación cerrada que aparezca en una imagen abstracta, en este caso, el peso es también parcial, siendo el resto de la imagen lo que realiza la función de fondo.
Por otro lado, sin reconocimiento y sin segregación, la imagen en su totalidad cobra la función de figura y en este caso sus interacciones lumínicas internas son las que se encargan de transmitir la acción del peso visual a la globalidad de la imagen. Cuando toda la imagen hace la función de figura, entonces este peso lo denominamos peso integral. 
También existen imágenes significativas que pueden ser entendidas como integrales, es decir su totalidad se interpreta como una sola figura u objeto conocido. Ejemplos pueden ser fotografías, dibujos, pinturas o gráficos donde todo lo que aparece es considerado figura. 
Como conclusión a este punto, podemos decir que para que aparezca la acción del peso visual, solo se necesita de una interacción luminosa, es decir de un contraste lumínico en nuestra imagen visual, ya que como hemos visto, no se requiere de reconocimiento, o de asociación de ningún significado para que esta fuerza visual actué, lo que la determina como una acción directa y omnipresente en nuestro procesamiento visual.

## El contraste de luminosidad y el peso psicológico
Se ha adoptado el término peso visual, ya que esta acción lumínica se encuentra en relación directa con el peso psicológico.
El peso psicológico es la sensación de que todo lo que vemos está sometido a la fuerza de la gravedad. Esto es debido a que nuestra visión está totalmente ligada y acostumbrada a las condiciones vitales que nos limitan en nuestro medio ambiente. Nuestro propio cuerpo (siempre presente) y los objetos que vemos a nuestro alrededor están dotados de masa y de peso, por lo tanto, los percibimos constantemente sometidos a la acción de la gravedad que tira de ellos hacia abajo, sin la necesidad de establecer un contacto físico con ellos. Esto hace que a cualquier figura percibida, aunque sea abstracta, se le asocie de forma automática la acción de esta fuerza vertical en dirección al suelo. Esta sensación visual que aparece de forma involuntaria y que es inseparable de nuestra concepción existencial en la tierra es la que se denomina peso psicológico.

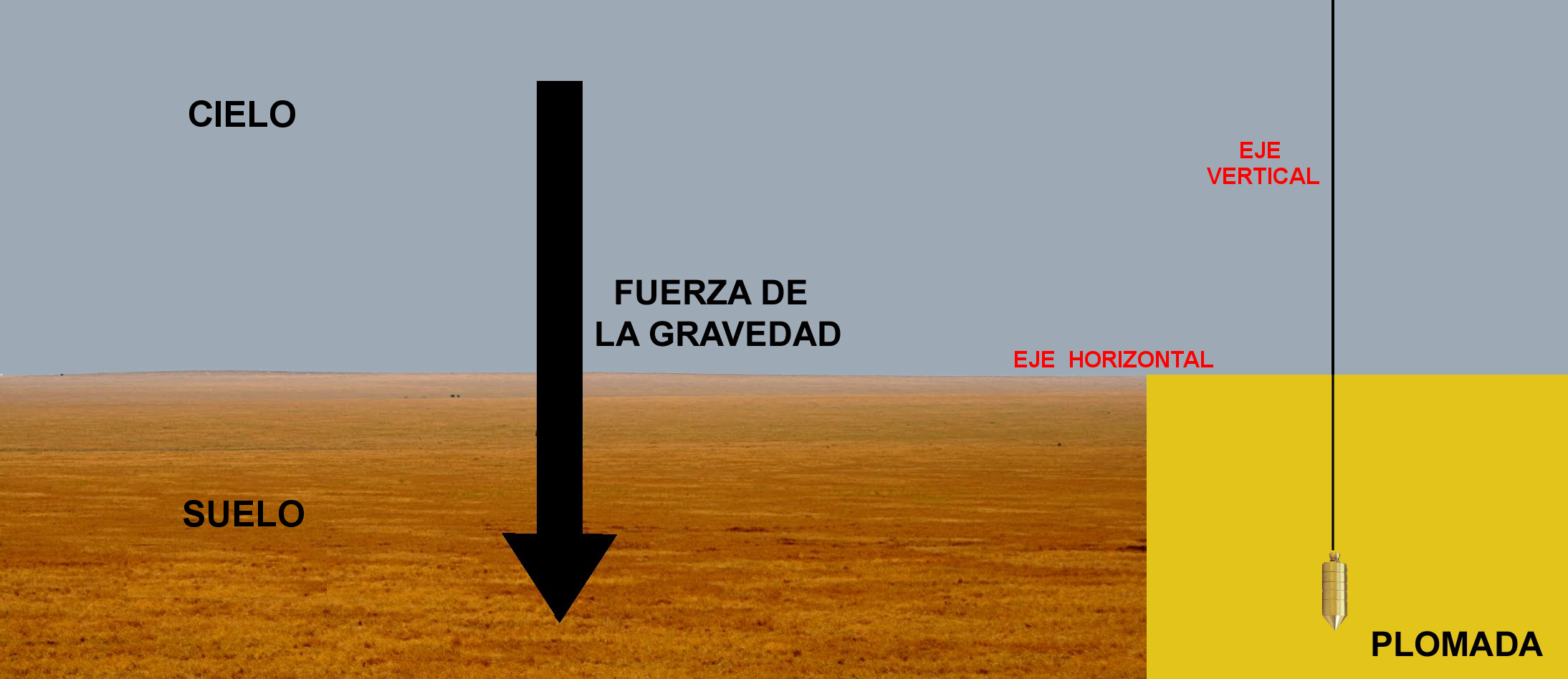
Fuerza de la gravedad y ejes de referencia visual.

El peso psicológico está directamente relacionado con la sensación visual de contraste de luminosidad, de tal forma que cuanto mayor contraste lumínico crea una figura respecto de su fondo, mayor sensación de peso psicológico percibimos y cuanto menor contraste crea, está nos parece más leve. Esto se debe a que la pérdida de contraste lumínico en una figura provoca una perdida en su capacidad de reconocimiento visual, y a su vez un aumento en la sensación visual de levedad, ya que esta se va difuminado en el fondo según va perdiendo su contraste.

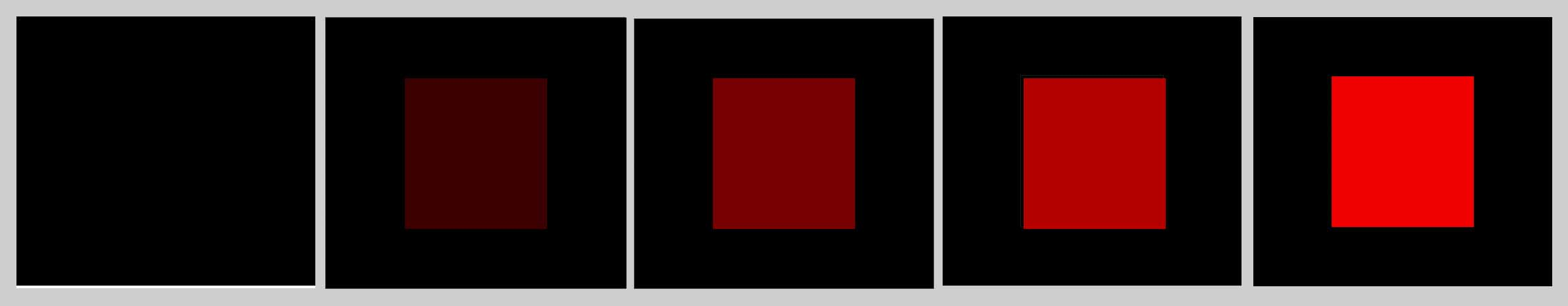
Relación entre el contraste de luminosidad y la sensación de levedad.

En nuestros escenarios naturales exteriores, es decir aquellos donde se ha desarrollado la vida del hombre y su evolución, la luz del sol suele otorgar una elevada luminosidad a la escena. En estos escenarios tendemos a dotar de mayor peso psicológico a aquellas figuras oscuras, mientras que las figuras claras que se aproximan a la luminosidad de escena o fondo, como podría ser el de un cielo claro, nos parecen más leves. De ahí que se establezca fácilmente la asociación de cielo con claridad y levedad, y de suelo con oscuridad y peso.
Sin embargo, hoy en día existen multitud escenarios diferentes donde convive el ser humano. Estos pueden ser naturales, artificiales, mixtos, exteriores, interiores, intermedios, claros, oscuros, medios, etc. Esta variabilidad provoca que las escenas y los fondos de nuestras imágenes puedan llegar a poseer cualidades muy diversas. Si nos trasladamos a un escenario inverso al iluminado por la luz del sol, por ejemplo una escena exterior en la noche oscura o una habitación oscura. Aquí la levedad se percibe según los objetos se van haciendo cada vez más oscuros y se van camuflando con el fondo, mientras que los objetos claros provocan un mayor contraste y nos parecen más intensos y pesados visualmente. En un escenario intermedio, es decir con una luminosidad media como pudiera ser un día gris nublado o una habitación interior con paredes de color con luminosidad media, un objeto muy claro puede llegar a transmitir la misma sensación de peso que uno muy oscuro. Esto se debe a que las magnitudes lumínicas de sus contrastes son aproximadamente análogas.

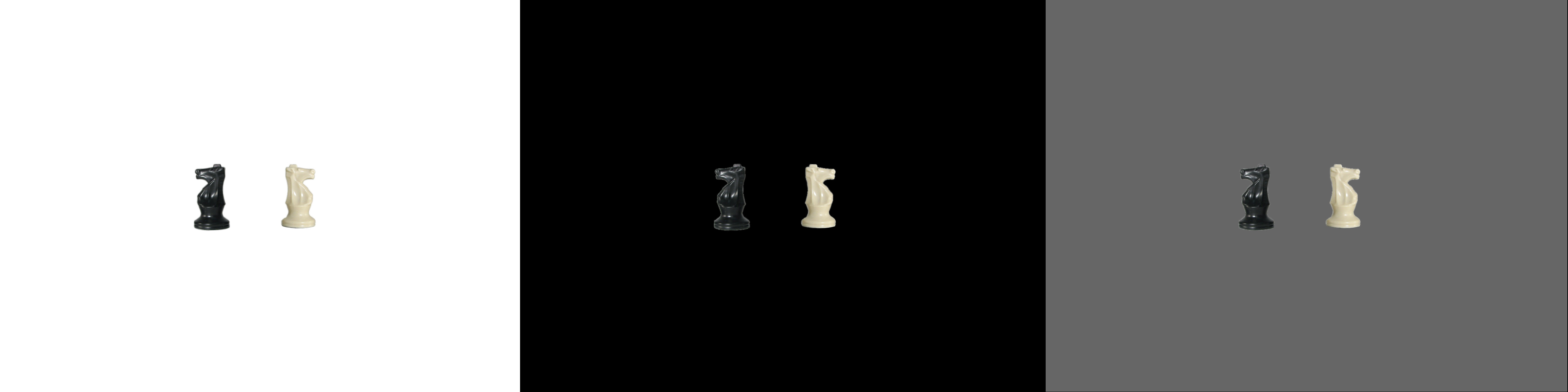
Variación del peso de una figura en función del fondo en el que se inserta.

Por lo tanto, dado que existen multitud de escenarios visuales posibles, el peso visual hace referencia a una luminosidad relativa de la imagen y no a una luminosidad estable o fijada. Dependiendo de las características luminosas de cada escena y de cada figura, el peso visual podrá adoptar un valor u otro. Validando el concepto global e interacción total de la imagen que propuso la Gestalt.

## Peso perceptual y peso visual
No debemos confundir peso visual (psicológico) con peso perceptual. El peso perceptual es el peso que se asigna a un objeto visual, tras reconocerlo y procesarlo, es decir es el peso que estimamos mentalmente que puede tener un objeto independientemente del escenario en el que se encuentre,  mientras que el peso psicológico es una sensación directa que aparece automáticamente en nuestros procesos visuales (genéticos), es decir aparece sin el procesamiento intencionado de la imagen (subjetivo), y depende como hemos visto de las interacciones lumínicas que aparecen en la configuración global de la imagen. 

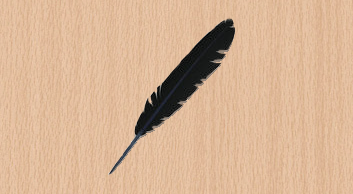
Pluma negra sobre fondo claro; ejemplo de contraste entre un peso visual alto y un peso perceptual bajo.

El peso perceptual es siempre el mismo, mientras que no tengamos una nueva experiencia relativa al objeto que la modifique, mientras que el peso psicológico es variable, es decir cambia según cambian los factores de variabilidad de apariencia de la escena y/o del objeto.

## La determinación psicofísica del peso visual
Las cualidades del peso visual que hemos visto en los puntos anteriores nos permiten establecer una relación psicofísica entre las interacciones lumínicas (físicas – medibles instrumentalmente) con estas fuerzas visuales (psicológicas – homogéneas en el ser humano, ya que su carácter no incluye el procesamiento subjetivo).
La determinación de los pesos visuales en una imagen nos da la posibilidad de representar estas acciones mediante sus magnitudes, posiciones y direcciones dentro del marco de la imagen, de la misma forma que se podrían representar vectores físicos.

## Determinación del peso visual y del centro de gravedad
El peso visual se obtiene calculando la fuerza resultante de los diferentes pesos visuales que componen la imagen visual siendo este valor la magnitud del vector resultante. El centro de gravedad (CG) se determina estableciendo la posición de la resultante sobre el marco de la imagen. Por último, su direccionalidad queda establecida en dirección vertical hacia abajo, de la misma forma que lo hace la fuerza de la gravedad.
La magnitud del peso visual de una imagen queda definida por las diferentes cantidades de luz visibles que provienen de esta y por el espacio que ocupan las diferentes masas visuales (con igual cantidad de luz) en la imagen a la que pertenecen. La cantidad de luz es una magnitud física lumínica que proviene de cada masa visual, mientras que el espacio que ocupan y su posición en la imagen, son cualidades formales, es decir magnitudes físicas espaciales.
Para que estas magnitudes físicas se expresen en forma de magnitudes sensoriales (psicológicas) debemos adaptar sus valores a la forma en la que son percibidos mediante la visión humana.
La cantidad de luz física que proviene de una masa visual la podemos representar en un espectro de reemisión y puede ser calculada mediante la integral del espectro en todas sus frecuencias visibles. 
Sin embargo, la percepción humana no es uniforme a lo largo de espectro visible. Esto significa que una cierta potencia lumínica produce diferentes sensaciones dependiendo de su longitud de onda. Para tener esto en cuenta, debemos convertir la cantidad de luz en luminancia, la cual es proporcional a la potencia luminosa a través de las longitudes de onda visibles y se encuentra ponderada de acuerdo a un espectro estandarizado que se aproxima a la sensibilidad espectral de la visión humana normal. 
Por otro lado, la luminancia es una medición lineal y directamente proporcional a la potencia luminosa de la luz, pero nuestra respuesta perceptual no es lineal. Los humanos somos mucho más sensibles a pequeños cambios de luz en condiciones de poca luz que bajo condiciones de mucha luz. Si modificamos la escala de luminancia para que el resultado represente lo que percibimos en vez de la intensidad física, entonces tenemos la luminosidad (Lightness). Por lo tanto, para el cálculo del peso visual podemos adoptar el valor máximo para la mayor luminosidad perceptible y el valor mínimo para la total ausencia de luminosidad.
En cuanto a la forma, cuanto mayor sea la superficie que ocupa una masa visual (aportando una cantidad de luz homogénea sobre una imagen), mayor será su efecto sobre dicha imagen. De esta forma, adoptamos como valor máximo, el tamaño total nuestra imagen (marco visual humano) y el valor mínimo, aquel en el cual una figura deja de ser percibida visualmente.
La relación de estas magnitudes sensoriales es de proporcionalidad directa, es decir el efecto sensorial es mayor cuanto mayor es cada una de estas magnitudes. De tal forma, que el peso de una masa de luminosidad homogénea se establece mediante el producto de su luminosidad (relativa a su fondo) por su tamaño (relativo al tamaño de la imagen visual).
Por último, el CG visual se calcula de la misma forma que se calcula un centro de masas (CM) de un objeto físico, es decir obteniendo sus dos coordenadas (XCM , YCM) sobre los ejes de referencia de nuestro marco visual. Cuando el CG visual y centro geométrico (C) coinciden establecemos que la imagen está equilibrada. Por lo tanto, según estos puntos se separan, decimos que la imagen se está desequilibrando. 

## Utilidad del peso visual
El peso visual y su cálculo adquieren la cualidad de útiles importantes en el análisis y creación de toda composición visual. Para distintas disciplinas artísticas como son; el arte, la pintura, la fotografía, el cine, el diseño gráfico, la publicidad, la arquitectura, la ingeniería y el diseño en general, el peso visual y el cálculo de su equilibrio se establecen como herramientas de gran valor en el desarrollo de la composición creativa. 

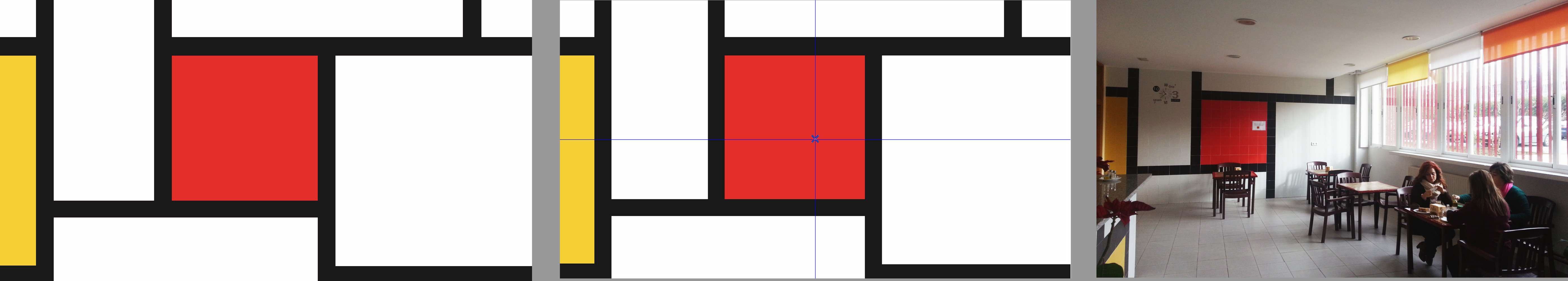
Ejemplo de aplicación en una composición arquitectónica.